# Нефтчі (Баку)
Нефтчі (Баку) (азерб. Neftçi Peşəkar Futbol Klubu) — азербайджанський футбольний клуб з Баку, заснований у 1937. У цей час виступає в Прем'єр-лізі Азербайджану. У 1937–1968 роках клуб мав назву «Нафтовик» Баку. Один з провідних клубів Азербайджану.
Основні кольори клубу біло-чорні. Домашні матчі проводить на стадіоні ім. Тофіка Бахрамова, який вміщує 29 858 глядацьких місць.

## Досягнення
Чемпіонат Азербайджану
- Чемпіон (9): 1992, 1995-96, 1996-97, 2003-04, 2004-05, 2010-11, 2011-12, 2012-13, 2020-21

Кубок Азербайджану
- Володар кубка (7): 1995, 1996, 1999, 2002, 2004, 2013, 2014
- Фіналіст кубка (5): 2001, 2012, 2015, 2016, 2023.

Чемпіонат СРСР
- Бронзовий призер чемпіонату СРСР (1): 1966.

## Виступи в єврокубках
| Сезон   | Змагання               | Раунд   | Країна               | Клуб                       | Вдома | На виїзді | Разом        |
| ------- | ---------------------- | ------- | -------------------- | -------------------------- | ----- | --------- | ------------ |
| 1995–96 | Кубок володарів кубків | 1КР     | Кіпр                 | АПОЕЛ                      | 0–0   | 0–3       | 0–3          |
| 1996–97 | Кубок УЄФА             | 1КР     | Болгарія             | Локомотив Софія            | 2–1   | 0–6       | 2–7          |
| 1997–98 | Ліга чемпіонів         | 1КР     | Польща               | Відзев Лодзь               | 0–2   | 0–8       | 0–10         |
| 1999–00 | Кубок УЄФА             | 1КР     | Сербія та Чорногорія | Црвена Звезда              | 2–3   | 0–1       | 2–4          |
| 2000–01 | Кубок УЄФА             | 1КР     | Словенія             | Гориця                     | 1–0   | 1–3       | 2–3          |
| 2001–02 | Кубок УЄФА             | 1КР     | Словенія             | Гориця                     | 0–0   | 0–1       | 0–1          |
| 2004–05 | Ліга чемпіонів         | 1КР     | Боснія і Герцеговина | Широкі Брієг               | 1–0   | 1–2       | 2–2 (г)      |
| 2004–05 | Ліга чемпіонів         | 2КР     | Росія                | ЦСКА Москва                | 0–0   | 0–2       | 0–2          |
| 2005–06 | Ліга чемпіонів         | 1КР     | Ісландія             | Гапнарфйордур              | 2–0   | 2–1       | 4–1          |
| 2005–06 | Ліга чемпіонів         | 2КР     | Бельгія              | Андерлехт                  | 1–0   | 0–5       | 1–5          |
| 2007–08 | Кубок УЄФА             | 1КР     | Австрія              | Рід                        | 2–1   | 1–3       | 3–4          |
| 2008    | Кубок Інтертото        | 1Р      | Словаччина           | Нітра                      | 2–0   | 1–3       | 3–3 (г)      |
| 2008    | Кубок Інтертото        | 2Р      | Бельгія              | Беєрсхот                   | 1–0   | 1–1       | 2–1          |
| 2008    | Кубок Інтертото        | 3Р      | Румунія              | Васлуй                     | 2–1   | 0–2       | 2–3          |
| 2011–12 | Ліга чемпіонів         | 2КР     | Хорватія             | Динамо Загреб              | 0–0   | 0–3       | 0–3          |
| 2012–13 | Ліга чемпіонів         | 2КР     | Грузія               | Зестафоні                  | 3–0   | 2–2       | 5–2          |
| 2012–13 | Ліга чемпіонів         | 3КР     | Ізраїль              | Хапоель Іроні Кір'ят-Шмона | 2–2   | 0–4       | 2–6          |
| 2012–13 | Ліга Європи            | ПО      | Кіпр                 | АПОЕЛ                      | 1–1   | 3–1       | 4–2          |
| 2012–13 | Ліга Європи            | Група H | Сербія               | Партизан                   | 1–1   | 0–0       | 4-е місце    |
| 2012–13 | Ліга Європи            | Група H | Італія               | Інтернаціонале             | 1–3   | 2–2       | 4-е місце    |
| 2012–13 | Ліга Європи            | Група H | Росія                | Рубін Казань               | 0–1   | 0–1       | 4-е місце    |
| 2013–14 | Ліга чемпіонів         | 2КР     | Албанія              | Скендербеу                 | 0–0   | 0–1       | 0–1 (дод.ч.) |
| 2014–15 | Ліга Європи            | 2КР     | Словенія             | Копер                      | 1–2   | 2–0       | 3–2          |
| 2014–15 | Ліга Європи            | 3КР     | Грузія               | Чихура                     | 0–0   | 3–2       | 3–2          |
| 2014–15 | Ліга Європи            | ПО      | Сербія               | Партизан                   | 1–2   | 2–3       | 3–5          |
| 2015–16 | Ліга Європи            | 1КР     | Чорногорія           | Младость Подгориця         | 2–2   | 1–1       | 3–3 (г)      |
| 2016–17 | Ліга Європи            | 1КР     | Мальта               | Бальцан                    | 1–2   | 2–0       | 3–2          |
| 2016–17 | Ліга Європи            | 2КР     | Північна Македонія   | Шкендія                    | 0–0   | 0–1       | 0–1          |
| 2018–19 | Ліга Європи            | 1КР     | Угорщина             | Уйпешт                     | 3−1   | 0–4       | 3–5          |
| 2019–20 | Ліга Європи            | 1КР     | Молдова              | Сперанца                   | 6–0   | 3–0       | 9–0          |
| 2019–20 | Ліга Європи            | 2КР     | Росія                | Арсенал Тула               | 3–0   | 1–0       | 4-0          |
| 2019–20 | Ліга Європи            | 3КР     | Ізраїль              | Бней-Єгуда                 | 2–2   | 1–2       | 3–4          |
| 2020–21 | Ліга Європи            | 1КР     |                      |                            |       |           |              |

## Відомі футболісти
- Анатолій Банішевський
- / Тофік Бахрамов
- / Гурбан Гурбанов
- / Велі Касумов
- / Ігор Пономарьов
- Юрій Роменський
- В'ячеслав Чанов
- Михайло Михайлов
- Віталій Шевченко
- Бранимир Субашич
- Славчо Георгієвський